# جيف ويفر
جيف ويفر (بالإنجليزية: Jeff Weaver)‏ هو لاعب كرة قاعدة أمريكي، ولد في 22 أغسطس 1976 في لوس أنجلوس في الولايات المتحدة.

## وصلات خارجية
- جيف ويفر على موقع دوري كرة القاعدة الرئيسي (الإنجليزية)
- جيف ويفر على موقعبيزبول رفرنس.كوم (الدوري الرئيسي) (الإنجليزية)
- جيف ويفر على موقعبيزبول رفرنس.كوم (الدوري الثانوي) (الإنجليزية)
- جيف ويفر على موقع إي إس بي إن.كوم (أم.أل.بي) (الإنجليزية)
- جيف ويفر على موقع مشجعي الرسوم البيانية (الإنجليزية)
- جيف ويفر على موقع أوليمبيديا (الإنجليزية)